# Hapoel Ashkelon Football Club
El Hapoel Ashkelon Football Club es un club de fútbol israelí de la ciudad de Ashkelon. Fue fundado en 1955 y juega en la Liga Leumit.

## Palmarés

### Torneos nacionales
- Copa Toto Leumit (1):1985
- Liga Leumit (1):1997